# Buschmann-Fondue

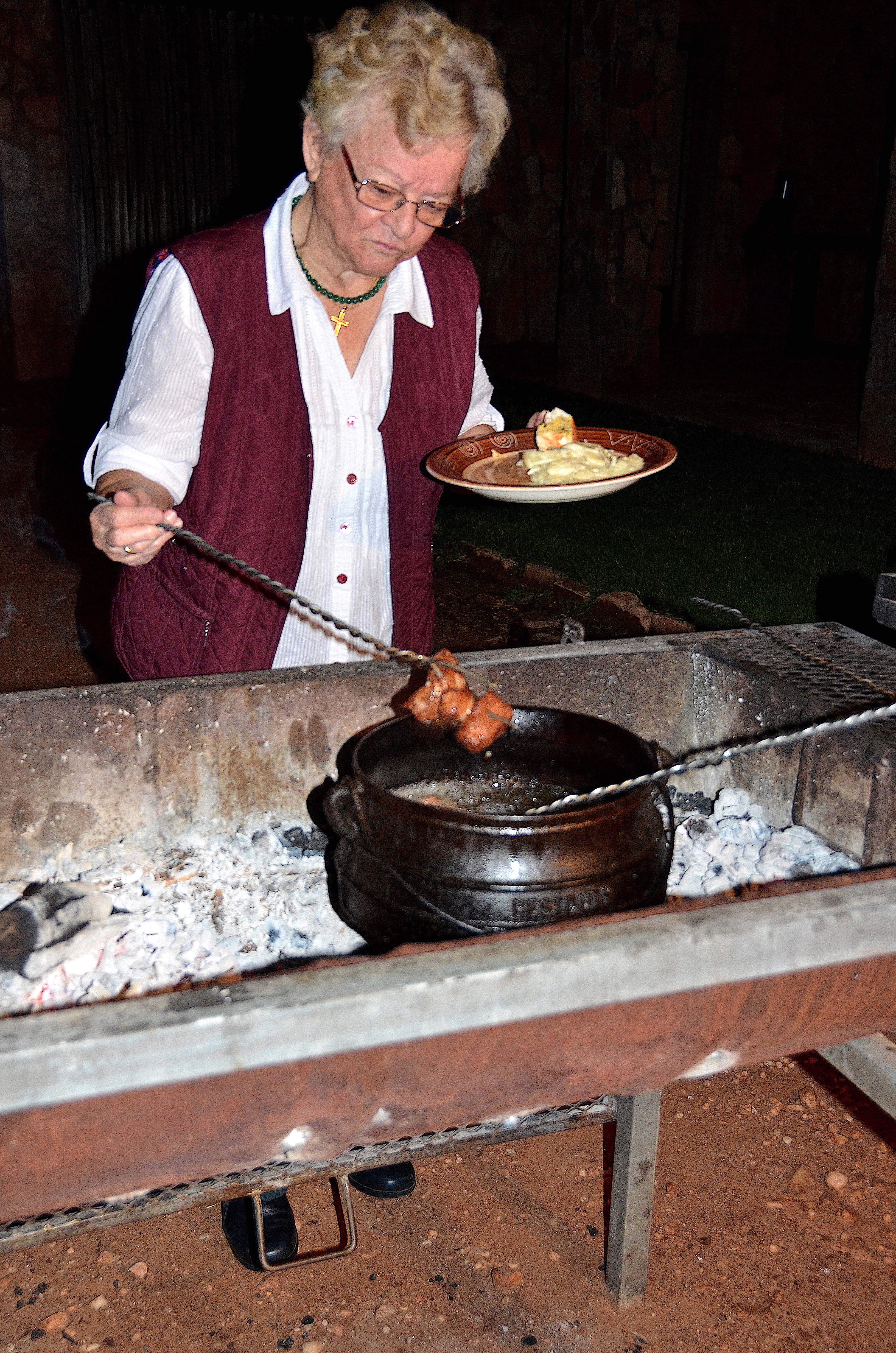
Buschmann-Fondue in Namibia

Das Buschmann-Fondue (englisch Bushman fondue; afrikaans Boesman braai) ist ein Fleisch-Fondue und ist dem Braai zuzuordnen. Es wird normalerweise im Freien zubereitet und gegessen und ist eine beliebte Tradition in Namibia und Südafrika.
In einem traditionellen gusseisernen Topf, dem Potjie (Afrikaans für „Töpfchen“) wird Öl, meist Erdnuss- oder Sonnenblumenöl, über dem Holzfeuer oder über der Glut zum Sieden gebracht. Darin kann jeder Gast sein Fleisch garen. Das Fleisch wird üblicherweise mariniert und in grob gewürfelte Stücke zugeschnitten. Die hochwertigen Fleischstücke, hauptsächlich Oryx, Strauß oder Lamm, werden, auch abwechselnd mit Gemüse, auf einen großen Spieß gesteckt und solange gegart, wie jeder es für sich als angenehm empfindet. Auch kleine Fladen oder Bällchen aus Brotteig können mit in das siedende Öl gegeben werden. Dazu werden meist scharfe, herzhafte Saucen, Potbrood (ein von den Buren in einer Gusseisenpfanne auf dem Feuer zubereitetes Brot), Salate und Kartoffeln gereicht. Eine häufige Variante der Beilage ist der Mieliepap (deutsch Maisbrei).